# Mycerinodes puerilis
Mycerinodes puerilis là một loài bọ cánh cứng trong họ Cerambycidae.